# 藤田友治
藤田 友治（ふじた ともじ、1947年8月6日 - 2005年8月27日）は、日本の歴史家。
大阪府生まれ。1970年関西学院大学文学部哲学科卒、1973年立命館大学大学院文学研究科修士課程修了。大阪府立茨木東高等学校教諭、大阪府立富田林高等学校・定時制課程日本史教諭。歴史・哲学研究所所長。

## 著書
- 『好太王碑論争の解明 "改ざん"説を否定する』新泉社 1986
- 『三角縁神獣鏡 その謎を解明する』ミネルヴァ書房 シリーズ<古代史の探求>  1999
- 『魏志倭人伝の解明 西尾幹二『国民の歴史』を批判する』論創社 2000

### 共編著
- 『邪馬壱国から九州王朝へ シンポジウム』古田武彦編 共著 新泉社 1987
- 『古代天皇陵をめぐる 古代天皇陵ガイドブック』藤田友治と天皇陵研究会編　三一新書　1997
- 『知識人の宗教観』編著 現代思想研究会編 三一書房 1998
- 『前方後円墳 その起源を解明する』編著 ミネルヴァ書房 シリーズ<古代史の探求> 2000
- 『古代日本と神仙思想 三角縁神獣鏡と前方後円墳の謎を解く』編著 五月書房 2002
- 『日本の教科書の歴史観を問う 教科書問題をめぐる日中学術交流』王金林共編著 論創社 2002
- 『「君が代」の起源 「君が代」の本歌は挽歌だった』歴史・哲学研究所共編著 明石書店 2005
- 『遣唐使・井真成の墓誌 いのまなり市民シンポジウムの記録』編著 ミネルヴァ書房 シリーズ〈古代史の探求〉 2006
- 『ゼロからの古代史事典』伊ケ崎淑彦,いき一郎共編著 ミネルヴァ書房 2012

### 翻訳
- 沈仁安『中国からみた日本の古代 新しい古代史像を探る』藤田美代子共訳　ミネルヴァ書房 シリーズ<古代史の探求> 2003